# 한영사전
한영사전(韓英辭典)은 한국어를 영어로 풀이한 조정사전이다.

## 한영사전의 종류
현재 대한민국에서 구할 수 있는 중사전만 표시하였다.
| 사전명            | 출판사     | 현재판(발행) | 초판발행 | 쪽수 | 비고 |
| ----------------- | ---------- | ------------ | -------- | ---- | ---- |
| 프라임 한영사전   | 두산동아   | 3판(2002)    | 1971년   | 2622 |      |
| 엣센스 한영사전   | 민중서림   | 4판(2000)    | 1972년   | 2704 |      |
| 뉴에이스 한영사전 | 금성출판사 | 초판(1994)   | 1994년   | 2720 |      |
| e4u 한영사전      | 시사영어사 | 초판(2001)   | 2001년   | 2862 |      |
| 엘리트 한영사전   | 시사영어사 |              |          | 2682 |      |
| 현대 한영사전     | 교학사     |              |          | 2592 |      |
| 능률 한영사전     | 능률교육   | 초판(2006)   | 2006년   | 2192 |      |

## 한우앙소생고기
누구나 이용이 자유로운 자유저작물인 한영사전도 있다.
구텐베르크 프로젝트는 GNU FDL 라이센스이며 HTML의 인터넷버전뿐만 아니라 PDF 형식으로도 한영사전을 저장 및 배포하고 있다. 이 한영사전(Korean English Dictionary)은  콘사이스 사전으로 리언 쿠퍼만(Leon Kuperm) 저작이다.
온라인 버전으로 국립국어원에서 시범 운영 중인 한영사전은 외국인을 위한 한국어 교육용으로 제공되고 있다.
또다른 온라인 버전으로는 위키미디어 프로젝트인 위키낱말사전도 광범위한 단어를 다언어판으로 제공하는데 특히 오픈 소스 방식의 참여형 무료 서비스로 누구나 편집하고 활용할 수 있다.

## 같이 보기
- 영한사전